# Сеймур, Фрэнсис, 5-й герцог Сомерсет
Фрэнсис Сеймур (англ. Francis Seymour; 17 января 1658 — 20 апреля 1678) — английский аристократ, 3-й барон Сеймур из Троубриджа с 1665 года, 5-й герцог Сомерсет с 1675 года.
Фрэнсис Сеймур был сыном Чарльза Сеймура, 2-го барона Сеймура из Троубриджа, и его жены Элизабет Алингтон. Он родился в 1658 году, в 1665 году, после смерти отца, унаследовал его титул, а в 1675, когда умер 4-й герцог Сомерсет, получил титулы (включая герцогский) и владения старшей ветви Сеймуров. Он учился в Итоне и в школе Хэрроу, погиб в 20 лет: герцога застрелил генуэзский дворянин Горацио Ботти, чью жену он оскорбил. Наследником стал брат Фрэнсиса Чарльз Сеймур.